# حمض السابينيك
حمض السابينيك أو سيس-6 سداسي ديكانيوك (بالإنجليزية:  cis-6 hexadecenoic)‏  هو حمض دهني غير مشبع يعتبر أحد المكونات الرئيسية للدهن البشري وهو فريد وخاص بالبشر، منه جاءت التسمية العلمية سابين (sapiens). الحمض الدهني المكافئ له في دهن الفأر هو حمض البالميتولييك. يتسبب حمض السابينيك في تطور حب الشباب  ويمكن أن يكون له نشاط  قوي ضد البكتيريا.
تؤدي إزالة تشبع حمض النخيل بواسطة الإنزيم دلتا-6- ديساتيراز إلى التخليق الطبيعي لحمض السابينيك، وفي أنسجة أخرى يكون حمض اللينولييك هو هدف الإنزيم دلتا-6- ديساتيراز، لكن حمض اللينولييك يتحلل في الغدد الدهنية ما يسمح للإنزيم بإزالة تشبع حمض النخيل إلى حمض السابينيك. يتواجد كذلك متشق لحمض السابينيك زائد بذرتي كربون -ويسمى حمض السيباليك- في الدهن.